# Trithemis donaldsoni
Espèce
Statut de conservation UICN

 LC  : Préoccupation mineure
Trithemis donaldsoni  est une espèce d'odonates de la famille des Libellulidae, du genre Trithemis.

## Répartition
C'est une espèce africaine qui vit dans les pays suivants : Angola, Botswana, République démocratique du Congo, Côte d'Ivoire, Éthiopie, Guinée, Kenya, Liberia, Mali, Mozambique, Namibie, Nigeria, Somalie, Afrique du Sud, Tanzanie, Ouganda, Zimbabwe, et peut-être Burundi, Malawi.

## Habitat
Zones humides de la zone subtropicale à tropicale, en zone basse et enforestée, fleuves et zones plus sèches embuissonées.